# 다우가프필스시

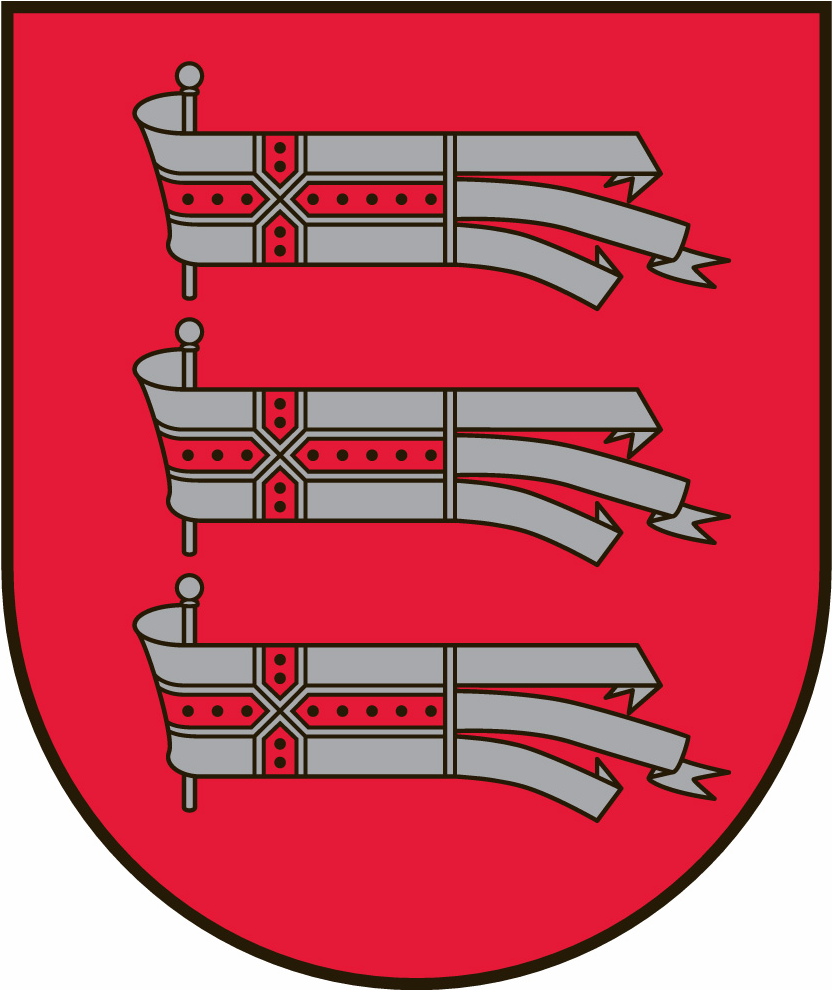
시 문장

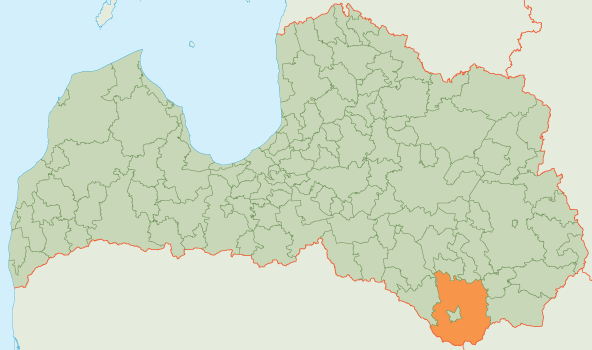
다우가프필스 시의 위치

다우가프필스시(라트비아어: Daugavpils novads)는 라트비아의 지방 자치체로 행정 중심지는 다우가프필스이며 면적은 1,877.6km2, 인구는 28,733명(2009년 기준), 인구 밀도는 15명/km2이다. 19개 교구를 관할한다. 행정 중심지인 다우가프필스는 다우가프필스 시에 속하지 않으며 독립된 도시로 존재한다.

## 같이 보기
- 라트비아의 행정 구역